# Paul McCobb
Paul McCobb, né le 5 juin 1917 et mort le 10 mars 1969, est un designer industriel américain